# CMA CGM

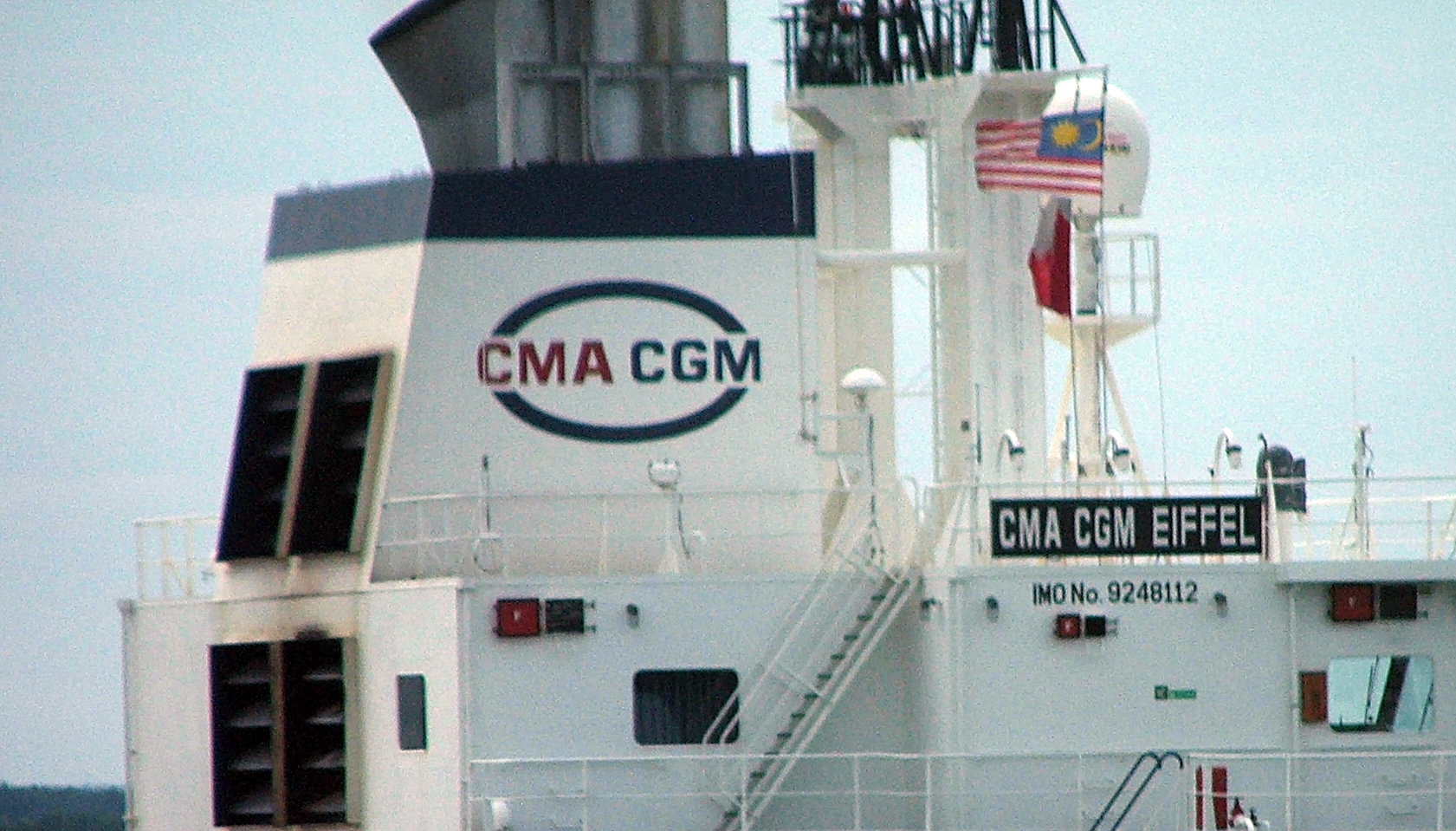
Schornsteinmarke des Schiffes CMA CGM Eiffel

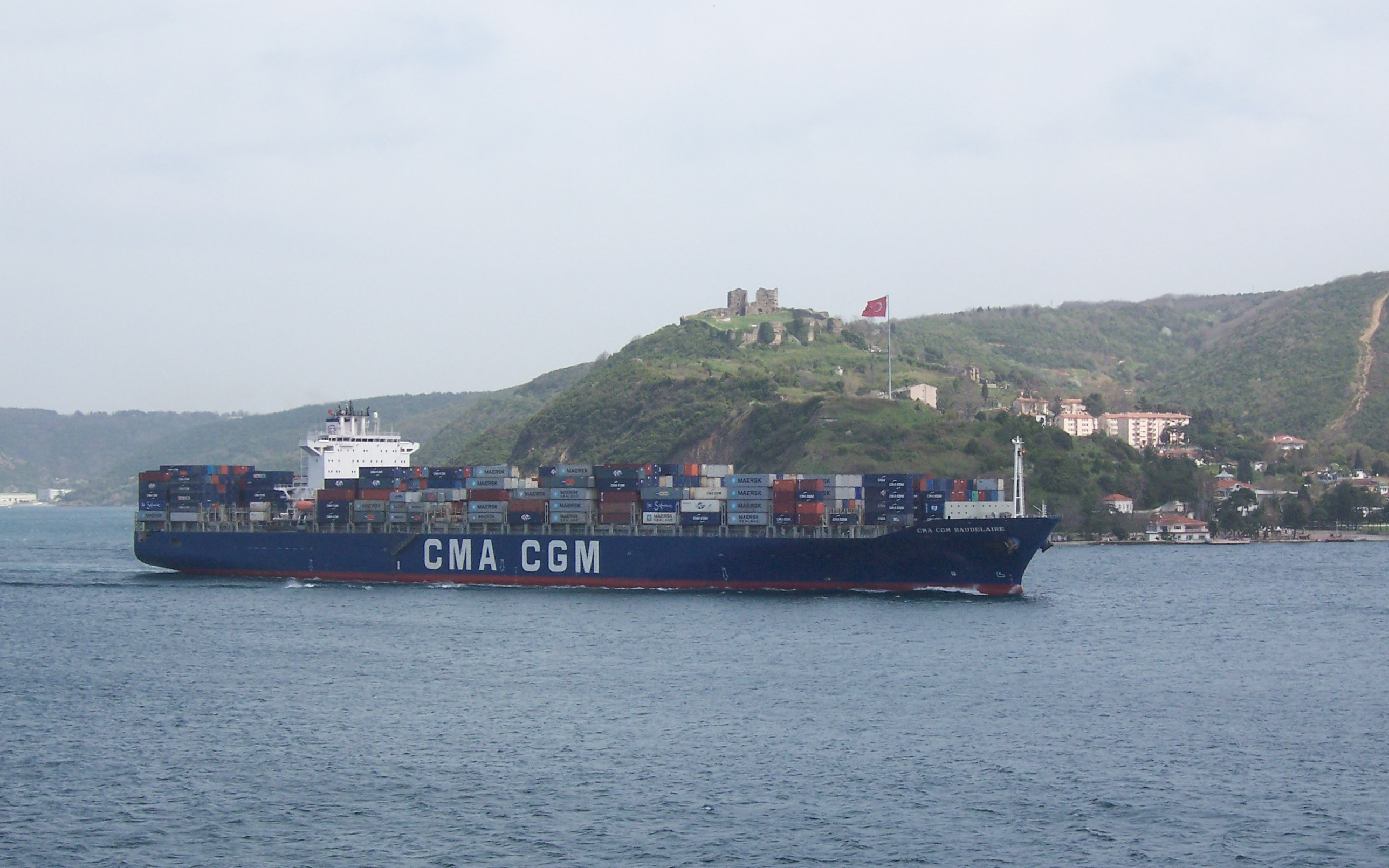
Die CMA CGM Baudelaire im Bosporus

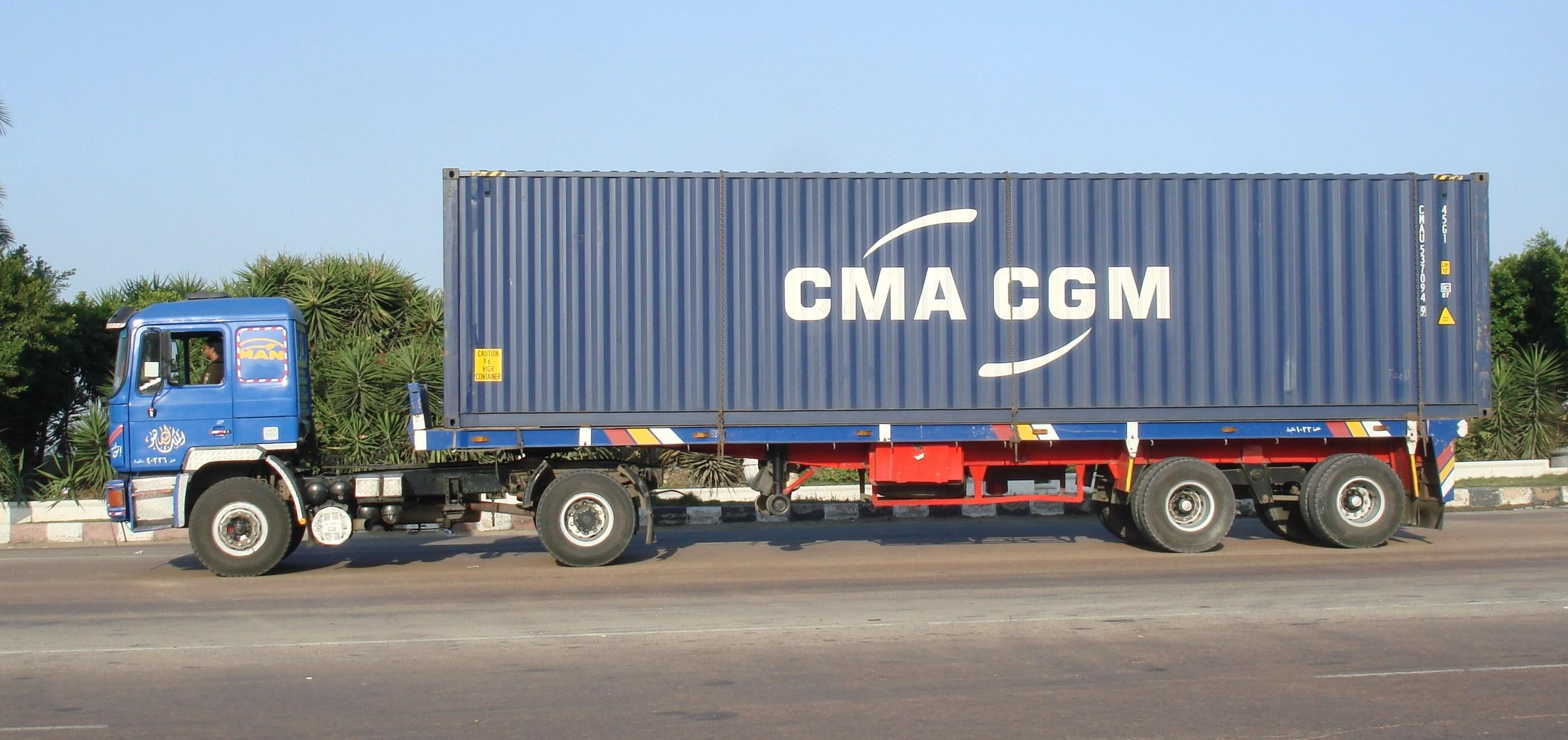
CMA CGM-Container auf einem Lkw in Ägypten

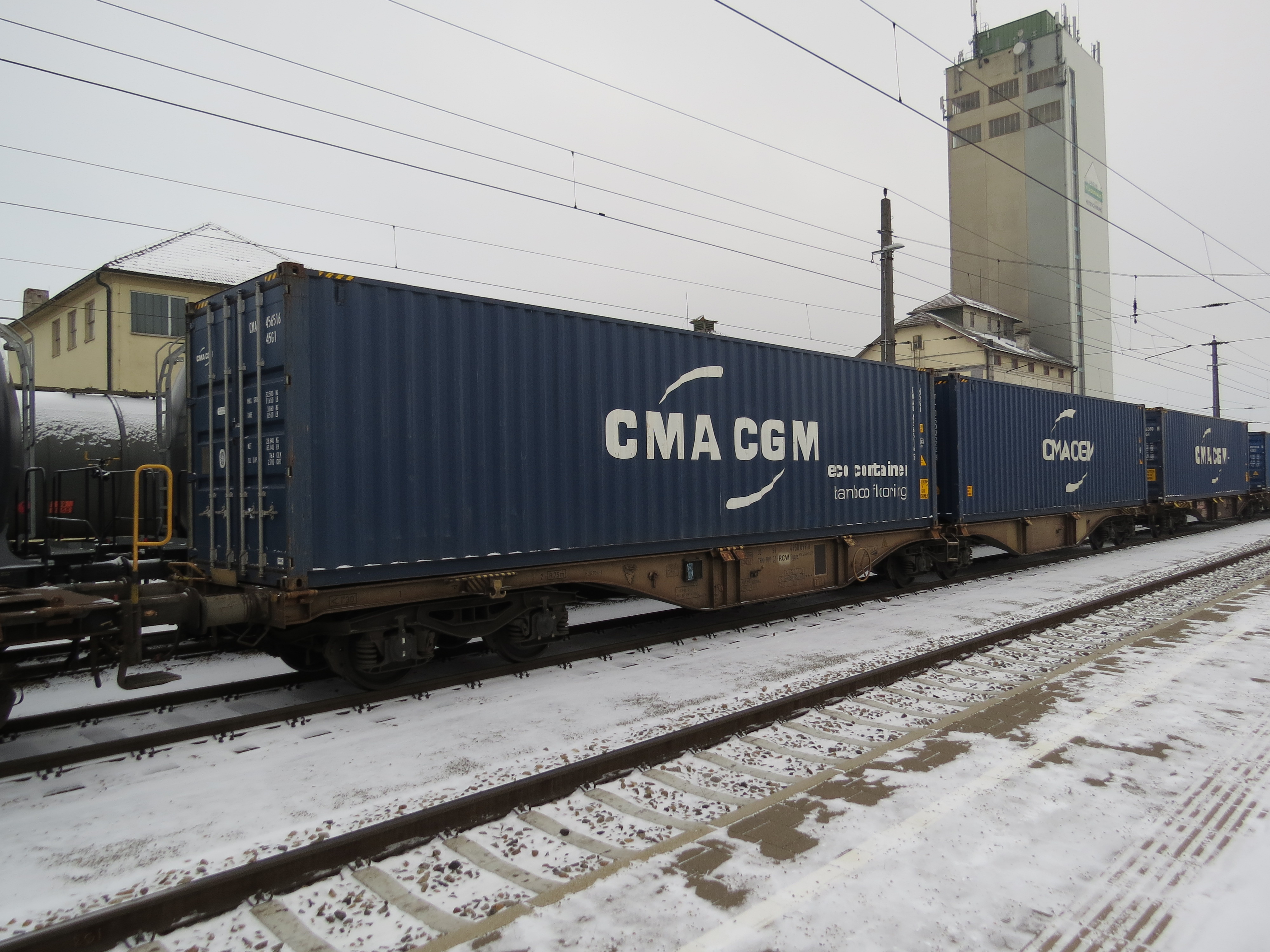
CMA CGM-Container auf einem Güterwagen am Bahnhof Herzogenburg, Österreich

CMA CGM ist ein französisches Schifffahrts- und Logistikunternehmen mit Sitz in Marseille.

## Geschichte
Die französische Reederei CMA CGM entstand 1999 aus dem Zusammenschluss der Reedereien Compagnie Générale Maritime (CGM), auch bekannt als French Line, und der 1978 von Jacques R. Saadé gegründeten Compagnie Maritime d’Affrètement (französisch Befrachtung, Schiffsheuerung) (CMA). Die CGM war 1974 aus einer Fusion der 1861 gegründeten größten französischen Reederei Compagnie Générale Transatlantique und der 1835 gegründeten zweitgrößten Reederei Messageries Maritimes entstanden. Über die Familienholding Merit kontrolliert die Familie Saadé 72,6 % des Kapitals der Firma (2022). Neben Rodolphe Saadé ist seine ältere Schwester Tanya als stellvertretende Generaldirektorin (directrice générale déléguée) in der Leitung der Firma tätig, die Ehefrau Véronique sitzt im Aufsichtsrat, seine Mutter Naïla leitet die Stiftung der Firma, die die benachteiligten Viertel von Marseille unterstützt.
CMA CGM ist das größte Schifffahrtsunternehmen in Frankreich. Es betreibt knapp 400 eigene und gecharterte Containerschiffe und ist damit derzeit die drittgrößte Containerschiff-Reederei der Welt. Seit Ende 2012 betreibt das Unternehmen die CMA CGM Marco Polo mit einer Stellplatzkapazität von über 16.000 TEU, das bis zur Indienststellung der Triple-E-Klasse das größte Containerschiff der Welt war.
Neben der weltweiten Containerlinienfahrt bietet das Unternehmen über Tochtergesellschaften auch weitere Logistikdienstleistungen an.
In der vorgesehenen P3-Allianz wollte sich das Unternehmen mit der Nummer 2 und der Nummer 1 am Markt, der schweizerischen Reederei MSC und der dänischen Reederei Maersk, zusammenschließen. Dieser Zusammenschluss wurde von den Wettbewerbsbehörden der USA genehmigt, nicht aber von China. Damit war die Kooperationsabsicht gescheitert. Stattdessen vereinbarte man im September 2014 mit der Nummer 6 und der Nummer 18 am Markt, der chinesischen Reederei China Shipping Container Lines (CSCL) und der arabischen Reederei United Arab Shipping Company (UASC) eine Allianz mit dem Namen „Ocean Three“ und bedient nun gemeinsam die Routen von Asien nach Europa, ins Mittelmeer, an die USA West- und Ostküste und den US-Golf.
Im November 2014 wurde ein Vertrag geschlossen, der die Übernahme der Hamburger Shortsea-Reederei OPDR von der deutschen Schulte Group vorsieht.
Mitte 2016 erwarb CMA CGM von Temasek die Aktienmehrheit der Neptune Orient Lines aus Singapur.
Im November 2016 wurde die „Ocean Alliance“ zusammen mit China COSCO Shipping Corporation, Orient Overseas Container Line und Evergreen Marine gegründet.
Im August 2017 wurden bei Shanghai Waigaoqiao Shipbuilding  die größten Containerschiffe mit 22.000 TEU bestellt. Die Schiffe verfügen über einen LNG-Antrieb und wurden in den Jahren 2020 und 2021 ausgeliefert.
Anfang 2018 verschmolz CMA CGM ihre beiden Tochtergesellschaften MacAndrews und OPDR.
Im April 2019 wurde Ceva Logistics und im April 2022 GEFCO durch CMA CGM übernommen. Nach der Übernahme von GEFCO wurde dieses Unternehmen in Ceva integriert.
CMA CGM hält seit 2022 einen 9%igen Anteil an Air France KLM, gab jedoch 2024 bekannt, die ursprünglich geplante Zusammenführung ihrer Luftfrachtgeschäfte nicht weiter zu verfolgen.

## Niederlassungen
In Deutschland hat CMA CGM Büros in Bremen, Düsseldorf, München und Neu-Isenburg (bei Frankfurt am Main) sowie Agenturen in Hamburg und Leinfelden-Echterdingen (bei Stuttgart). Weltweit bestehen rund 600 Niederlassungen, wovon etwa 60 in der Volksrepublik China und 20 in den USA sind.
In den Jahren 2006–2010 ließ das Unternehmen in Marseille einen 145 Meter hohen Büroturm mit 33 Etagen errichten. Die Glas-Stahl-Konstruktion nach Plänen der Architektin Zaha Hadid wird im Sockelbereich von weiteren Flachbauten flankiert. In dem Gebäude arbeiten rund 2700 Angestellte der Reederei. Das Hochhaus mit der Bezeichnung „Tour CMA CGM“ wurde im Jahr 2010 mit dem Architekturpreis Emporis Skyscraper Award in Bronze ausgezeichnet.

## Medien
CMA CGM hat im September 2022 die Tageszeitung "La Provence" aufgekauft. Im Juli 2023 wurde die Wirtschaftszeitschrift "La Tribune" übernommen. Mit der Übernahme von BFM TV, BFM Business und RMC im Jahr 2024 wurde die Tochter CMA Media gegründet, in der die Medien Aktivitäten organisiert sind.